# Eleições autárquicas portuguesas de 1982 no distrito de Viana do Castelo
| Eleições autárquicas portuguesas de 1982 Distritos: Aveiro \| Beja \| Braga \| Bragança \| Castelo Branco \| Coimbra \| Évora \| Faro \| Guarda \| Leiria \| Lisboa \| Portalegre \| Porto \| Santarém \| Setúbal \| Viana do Castelo \| Vila Real \| Viseu \| Açores \| Madeira |

## Resultados por concelho
Os resultados nos concelhos do distrito de Viana do Castelo foram os seguintes:

### Arcos de Valdevez
| Partido                 | Partido                   | Votos  | %               | +/-  | Vereadores | +/-     |
| ----------------------- | ------------------------- | ------ | --------------- | ---- | ---------- | ------- |
|                         | Partido Social Democrata  | 5 784  | 40,83 / 100,00  | -    | 3 / 7      | -       |
|                         | Centro Democrático Social | 3 823  | 26,99 / 100,00  | -    | 2 / 7      | -       |
|                         | Partido Socialista        | 3 224  | 22,76 / 100,00  | 4,05 | 2 / 7      | Estável |
|                         | Aliança Povo Unido        | 736    | 5,20 / 100,00   | 0,61 | 0 / 7      | Estável |
| Votos Inválidos         | Votos Inválidos           | 599    | 4,23 / 100,00   | 0,51 |            |         |
| Total                   | Total                     | 14 166 | 100,00 / 100,00 |      | 7 / 7      |         |
| Eleitorado/Participação | Eleitorado/Participação   | 22 358 | 63,36 / 100,00  | 1,84 |            |         |

### Caminha
| Partido                 | Partido                 | Votos  | %               | +/-  | Vereadores | +/-     |
| ----------------------- | ----------------------- | ------ | --------------- | ---- | ---------- | ------- |
|                         | Partido Socialista      | 5 078  | 55,15 / 100,00  | 4,76 | 5 / 7      | 1       |
|                         | Aliança Democrática     | 2 991  | 32,49 / 100,00  | 5,87 | 2 / 7      | 1       |
|                         | Aliança Povo Unido      | 795    | 8,63 / 100,00   | 0,33 | 0 / 7      | Estável |
| Votos Inválidos         | Votos Inválidos         | 343    | 2,72 / 100,00   | 0,24 |            |         |
| Total                   | Total                   | 9 207  | 100,00 / 100,00 |      | 7 / 7      |         |
| Eleitorado/Participação | Eleitorado/Participação | 12 462 | 73,88 / 100,00  | 4,12 |            |         |

### Melgaço
| Partido                 | Partido                   | Votos  | %               | +/-   | Vereadores | +/-     |
| ----------------------- | ------------------------- | ------ | --------------- | ----- | ---------- | ------- |
|                         | Partido Socialista        | 3 175  | 55,39 / 100,00  | 10,75 | 4 / 7      | 2       |
|                         | Centro Democrático Social | 1 365  | 23,81 / 100,00  | -     | 2 / 7      | -       |
|                         | Partido Social Democrata  | 734    | 12,81 / 100,00  | -     | 1 / 7      | -       |
|                         | Aliança Povo Unido        | 163    | 2,84 / 100,00   | 0,05  | 0 / 7      | Estável |
| Votos Inválidos         | Votos Inválidos           | 295    | 5,14 / 100,00   | 0,37  |            |         |
| Total                   | Total                     | 5 732  | 100,00 / 100,00 |       | 7 / 7      | 2       |
| Eleitorado/Participação | Eleitorado/Participação   | 10 353 | 55,37 / 100,00  | 8,26  |            |         |

### Monção
| Partido                 | Partido                    | Votos  | %               | +/-   | Vereadores | +/-     |
| ----------------------- | -------------------------- | ------ | --------------- | ----- | ---------- | ------- |
|                         | Centro Democrático Social  | 5 391  | 43,53 / 100,00  | 20,50 | 4 / 7      | 2       |
|                         | Partido Socialista         | 3 190  | 25,76 / 100,00  | 6,16  | 2 / 7      | 1       |
|                         | Partido Social Democrata   | 2 660  | 21,48 / 100,00  | 12,60 | 1 / 7      | 1       |
|                         | Partido Popular Monárquico | 280    | 2,26 / 100,00   | -     | 0 / 7      | -       |
|                         | Aliança Povo Unido         | 261    | 2,11 / 100,00   | 1,69  | 0 / 7      | Estável |
| Votos Inválidos         | Votos Inválidos            | 603    | 4,86 / 100,00   | 1,17  |            |         |
| Total                   | Total                      | 12 385 | 100,00 / 100,00 |       | 7 / 7      |         |
| Eleitorado/Participação | Eleitorado/Participação    | 18 013 | 68,76 / 100,00  | 0,30  |            |         |

### Paredes de Coura
| Partido                 | Partido                 | Votos | %               | +/-   | Vereadores | +/-     |
| ----------------------- | ----------------------- | ----- | --------------- | ----- | ---------- | ------- |
|                         | Partido Socialista      | 2 851 | 52,81 / 100,00  | 10,81 | 3 / 5      | Estável |
|                         | Aliança Democrática     | 1 518 | 28,12 / 100,00  | 12,80 | 1 / 5      | 1       |
|                         | Aliança Povo Unido      | 802   | 14,85 / 100,00  | 1,65  | 1 / 5      | 1       |
| Votos Inválidos         | Votos Inválidos         | 228   | 4,22 / 100,00   | 0,33  |            |         |
| Total                   | Total                   | 5 399 | 100,00 / 100,00 |       | 5 / 5      |         |
| Eleitorado/Participação | Eleitorado/Participação | 8 644 | 62,46 / 100,00  | 2,15  |            |         |

### Ponte da Barca
| Partido                 | Partido                 | Votos | %               | +/-  | Vereadores | +/-     |
| ----------------------- | ----------------------- | ----- | --------------- | ---- | ---------- | ------- |
|                         | Aliança Democrática     | 4 128 | 57,90 / 100,00  | 5,87 | 3 / 5      | 1       |
|                         | Partido Socialista      | 2 425 | 34,02 / 100,00  | 3,43 | 2 / 5      | 1       |
|                         | Aliança Povo Unido      | 232   | 3,25 / 100,00   | 0,57 | 0 / 5      | Estável |
| Votos Inválidos         | Votos Inválidos         | 344   | 4,82 / 100,00   | 1,86 |            |         |
| Total                   | Total                   | 7 129 | 100,00 / 100,00 |      | 5 / 5      |         |
| Eleitorado/Participação | Eleitorado/Participação | 9 982 | 71,42 / 100,00  | 5,80 |            |         |

### Ponte de Lima
| Partido                 | Partido                 | Votos  | %               | +/-   | Vereadores | +/-     |
| ----------------------- | ----------------------- | ------ | --------------- | ----- | ---------- | ------- |
|                         | Aliança Democrática     | 14 264 | 64,37 / 100,00  | 12,95 | 5 / 7      | 1       |
|                         | Partido Socialista      | 5 117  | 23,09 / 100,00  | 10,43 | 2 / 7      | 1       |
|                         | Aliança Povo Unido      | 1 564  | 7,06 / 100,00   | 0,09  | 0 / 7      | Estável |
| Votos Inválidos         | Votos Inválidos         | 1 216  | 5,49 / 100,00   | 2,45  |            |         |
| Total                   | Total                   | 22 161 | 100,00 / 100,00 |       | 7 / 7      |         |
| Eleitorado/Participação | Eleitorado/Participação | 29 714 | 74,58 / 100,00  | 5,60  |            |         |

### Valença
| Partido                 | Partido                             | Votos  | %               | +/-  | Vereadores | +/-     |
| ----------------------- | ----------------------------------- | ------ | --------------- | ---- | ---------- | ------- |
|                         | Partido Social Democrata            | 2 175  | 29,40 / 100,00  | -    | 2 / 7      | -       |
|                         | Centro Democrático Social           | 1 861  | 25,15 / 100,00  | -    | 2 / 7      | -       |
|                         | Partido Socialista                  | 1 775  | 23,99 / 100,00  | 8,05 | 2 / 7      | Estável |
|                         | Acção Social Democrata Independente | 977    | 13,20 / 100,00  | Novo | 1 / 7      | Novo    |
|                         | Aliança Povo Unido                  | 285    | 3,85 / 100,00   | 2,18 | 0 / 7      | Estável |
| Votos Inválidos         | Votos Inválidos                     | 326    | 4,41 / 100,00   | 1,29 |            |         |
| Total                   | Total                               | 7 399  | 100,00 / 100,00 |      | 7 / 7      |         |
| Eleitorado/Participação | Eleitorado/Participação             | 10 605 | 69,77 / 100,00  | 0,92 |            |         |

### Viana do Castelo
| Partido                 | Partido                 | Votos  | %               | +/-  | Vereadores | +/-     |
| ----------------------- | ----------------------- | ------ | --------------- | ---- | ---------- | ------- |
|                         | Aliança Democrática     | 18 877 | 44,44 / 100,00  | 9,41 | 4 / 9      | 1       |
|                         | PS-UEDS                 | 12 907 | 30,38 / 100,00  | Novo | 3 / 9      | Novo    |
|                         | Aliança Povo Unido      | 8 002  | 18,84 / 100,00  | 2,69 | 2 / 9      | Estável |
|                         | PCTP/MRPP               | 734    | 1,73 / 100,00   | 0,28 | 0 / 9      | Estável |
| Votos Inválidos         | Votos Inválidos         | 1 961  | 4,62 / 100,00   | 1,31 |            |         |
| Total                   | Total                   | 42 481 | 100,00 / 100,00 |      | 9 / 9      |         |
| Eleitorado/Participação | Eleitorado/Participação | 57 005 | 74,52 / 100,00  | 3,73 |            |         |

### Vila Nova de Cerveira
| Partido                 | Partido                 | Votos | %               | +/-   | Vereadores | +/-     |
| ----------------------- | ----------------------- | ----- | --------------- | ----- | ---------- | ------- |
|                         | Aliança Democrática     | 2 782 | 53,19 / 100,00  | 13,85 | 3 / 5      | 1       |
|                         | Partido Socialista      | 2 120 | 40,54 / 100,00  | 15,57 | 2 / 5      | 1       |
|                         | Aliança Povo Unido      | 145   | 2,77 / 100,00   | 2,63  | 0 / 5      | Estável |
| Votos Inválidos         | Votos Inválidos         | 183   | 3,50 / 100,00   | 0,91  |            |         |
| Total                   | Total                   | 5 230 | 100,00 / 100,00 |       | 5 / 5      |         |
| Eleitorado/Participação | Eleitorado/Participação | 6 806 | 76,84 / 100,00  | 1,54  |            |         |